# پاسکواله گاجانو
پاسکواله گاجانو (به انگلیسی: Pasquale Cajano) (زاده ۱۹ اوت ۱۹۲۱-درگذشته ۲۴ اکتبر ۲۰۰۰) بازیگر ایتالیایی بود.
از فیلم‌های معروف او می‌توان به بازی در فیلم تحلیل این اشاره کرد.